# Cabo Tiburón
El cabo Tiburón es un accidente costero en el istmo de Panamá que marca el inicio de la frontera común entre Panamá, al occidente, y Colombia, al oriente, en el mar Caribe. Este cabo también marca el comienzo de la serranía del Darién.
La zona estuvo habitada por los indios kuna hasta finales del siglo XIX, cuando fueron expulsados al archipiélago de San Blas, al noroeste. En la actualidad la zona está habitada por indios emberá, colombianos y panameños, y existen varias poblaciones a ambos lados del cabo: La Miel y Puerto Obaldía en la parte panameña y Sapzurro, Capurganá y Playona (en el lado colombiano).
Las principales actividades económicas son la pesca, el turismo (servicios a inmigrantes en tránsito) y la ganadería en menor escala.
- Datos: Q5738402